# Događaj (1969.)
Događaj, hrvatski dugometražni film iz 1969. godine.

## Radnja
Seljak Jura (Pavle Vuisić) i njegov unuk Marijan (Srđan Mimica) upute se na fašnik da bi svog ishlapjelog konja prodali proizvođačima mesa. Na povratku kući presretnu ih lugar Ivan (Boris Dvornik) i njegov beskrupulozni ortak, lopov Matijević (Fabijan Šovagović). Ubiju Juru, ali Marijan bježi s novcem od prodaje konja kojeg su se htjeli dokopati te se skriva
u lugarevoj kući. Kad u kuću dođu i dvojica razbojnika, Ivan spletom okolnosti ubije vlastitu 
kćer, što uzrokuje krvavi okršaj među zločincima. Marijan bježi.

## Glavne uloge
- Boris Dvornik - lugar Ivan
- Fabijan Šovagović - Matijević
- Pavle Vuisić - djed Jura
- Srđan Mimica - Marijan
- Neda Spasojević - Ivanova žena
- Marina Nemet - Ivanova kćer
- Fahro Konjhodžić - skelar Blaž